# Chianciano Terme
Chianciano Terme és un comune (municipi) de la província de Siena, a la regió italiana de la Toscana, amb una població de 7.050 habitants l'1 de gener de 2018.
Limita amb els municipis de Chiusi, Montepulciano, Pienza i Sarteano.

## Evolució demogràfica[2]
| Gràfica d'evolució demogràfica de Chianciano Terme entre 1861 i |
|                                                                 |
| Font: ISTAT - Elaboració gràfica de Viquipèdia                  |